# Copestylum yowoi
Copestylum yowoi är en tvåvingeart som beskrevs av Rotheray och Albany Hancock 2007. Copestylum yowoi ingår i släktet Copestylum och familjen blomflugor.
Artens utbredningsområde är Costa Rica. Inga underarter finns listade i Catalogue of Life.